# Constantine (film)
Constantine is een Amerikaanse film uit 2005 van regisseur Francis Lawrence, gebaseerd op het DC/Vertigo stripboek Hellblazer.

## Verhaal
John Constantine (Keanu Reeves) wijdt zijn leven aan het verdrijven van demonen uit mensen. Hij doet dit om weer in gratie te komen bij God, dit vanwege zijn zelfmoordpoging toen hij vijftien was. Hij woont samen met Beeman boven een bowlingcentrum waar deze de eigenaar van is. Beeman is de man die allerlei zaken voor Constantine regelt. Constantine krijgt ook hulp van taxichauffeur Chas Kramer (Shia LaBeouf) die Constantine rondrijdt.
In het begin wordt hij door de bevriende priester Hennessy (Pruitt Taylor Vince) gevraagd om bij een meisje een demon uit te drijven. De priester heeft zelf de gave om te communiceren met de doden. Omdat er de laatste tijd steeds meer halfdemonen actief zijn, vraagt Constantine aan Hennessy om op onderzoek uit te gaan naar de oorzaak.
Dan komt Angela Dodson (Rachel Weisz), een rechercheur bij de politie van Los Angeles, wier tweelingzuster Isabel van het dak van een psychiatrische inrichting zou zijn gesprongen. Angela gelooft echter niet dat het zelfmoord was en roept de hulp van Constantine in. Deze vertelt haar, nadat hij haar heeft gered van demonen, dat hij anders is dan anderen. Al sinds zijn jeugd merkt hij dingen op die anderen niet zien, zoals demonen en zielen van overleden mensen. Toen hij vijftien was deed hij een zelfmoordpoging. Die poging lukte, maar door de "hulp" van het ambulancepersoneel en zijn ouders werd hij weer tot leven gewekt.
Om er achter te komen of Isabel werkelijk zelfmoord heeft gepleegd, ondergaat Constantine een ritueel met water waarin hij tijdelijk de hel bezoekt. Hier vindt hij Isabel, neemt haar ziekenhuisbandje en toont dit als bewijs aan Angela. Met behulp van de ontdekkingen van priester Hennessy en Beeman komt John erachter dat Mammon, de zoon van de duivel, zijn eigen koninkrijk wil oprichten. Hij heeft hiervoor "The Spear of Destiny" (de Heilige Lans) en een sterke geestelijke nodig.
Priester Hennessy wil Isabel gaan onderzoeken in het lijkenhuis. Om de stemmen uit zijn hoofd te krijgen drinkt hij zichzelf dood, maar vlak voor hij zijn laatste adem uitblaast krast hij met een kurkentrekker het duivelsicoon in zijn hand, zodat John het zou vinden. Op de achtergrond is de halfdemon Balthazar te zien. Later vermoordt Balthazar ook Beeman.
Angela geeft hierna toe dat zij vroeger ook over de capaciteit beschikte om de doden te zien, maar dat zij deze gave is kwijtgeraakt door ontkenning, in tegenstelling tot haar zus. Om deze gave opnieuw te activeren, ondergaat ze met hulp van Constantine een bijna-doodervaring. Om "The Spear of Destiny" te kunnen vinden gebruikt hij een elektrische stoel die in de club Midnite staat.
Vervolgens gaan Constantine en Chas Kramer naar het ziekenhuis waar Isabel zelfmoord pleegde. In het gevecht met de aartsengel Gabriël (Tilda Swinton) wordt Chas vermoord. Het lukt Constantine niet om Gabriël te verslaan, waarop hij besluit opnieuw zelfmoord te plegen, zodat Satan (Peter Stormare) hem persoonlijk komt halen om hem mee te nemen naar de hel. Hierdoor krijgt Constantine de kans om aan Satan het plan van zijn zoon Mammon uit te leggen. Satan verstoort Mammons plan en stuurt zijn zoon terug naar de hel. Gabriël probeert vervolgens de duivel te vermoorden, maar wordt door God tegengehouden en verbannen uit de hemel.
Omdat Constantine de duivel heeft geholpen, gunt deze hem één wens. Constantine vraagt om de zus van Angela vrij te laten. Door niet voor zijn eigen vrijheid te kiezen, maar voor de vrijheid van een ander, pleegt hij zelfopoffering en wordt hij eindelijk opgenomen in de hemel. Dit voorkomt de duivel echter door Constantine van zijn wonden en longkanker te genezen, waardoor hij nog langer op aarde moet blijven. In de laatste scène geeft hij Angela de opdracht de speer te verbergen.
Aan het einde na de aftiteling legt John zijn aansteker op de grafsteen van Chas. Diens ziel stijgt dan op en vliegt naar de hemel, als engel. John staat nicotinekauwgum te kauwen. Hij is gestopt met roken.

### Exorcisme
In de film wordt uitgelegd dat God en Satan een weddenschap hebben afgesloten. Geen van beiden mag de wereld betreden, maar ze mogen mensen wel beïnvloeden. Satan en God hebben elk hun pionnen in de levende wereld. Zo heeft God zijn engelen en Satan zijn demonen. Toch lijkt Satan de regels te overtreden en de balans te overschrijden.

## Rolverdeling
| Acteur              | Personage                     | Opmerking                              |
| ------------------- | ----------------------------- | -------------------------------------- |
| Keanu Reeves        | John Constantine              |                                        |
| Rachel Weisz        | Angela Dodson / Isabel Dodson |                                        |
| Shia LaBeouf        | Chas Kramer                   | Hulp van John, die hem "Staiger" noemt |
| Djimon Hounsou      | Midnite                       | Clubeigenaar                           |
| Max Baker           | Beeman                        | Regelt de spullen voor John            |
| Pruitt Taylor Vince | Priester Hennessy             |                                        |
| Gavin Rossdale      | Balthazar                     | Halfbloed demon                        |
| Tilda Swinton       | Gabriel                       | Halfbloed engel                        |
| Peter Stormare      | Satan                         |                                        |
| Jesse Ramirez       | Bezeten man                   | Bezitter "Spear of Destiny"            |
| José Zúñiga         | Rechercheur Weiss             |                                        |
| Francis Guinan      | Priester Garret               |                                        |
| Larry Cedar         | Vermin man                    |                                        |
| April Grace         | Dr. Leslie Archer             |                                        |
| Suzanne Whang       | Moeder                        |                                        |